# 산마르티노술라마루치나
산마르티노술라마루치나(이탈리아어: San Martino sulla Marrucina)는 이탈리아 아브루초주 키에티도에 있는 코무네이다.